# قوات الاحتياط الاستراتيجي (اليمن)
قوات الاحتياط الاستراتيجي هو تشكيل رئيسي تابع للقوات المسلحة اليمنية، تم إنشائه بقرار جمهوري في 19 ديسمبر 2012، تتحدد مراكز تموضعه بقرار القائد الأعلى للقوات المسلحة، يتكون من مجموعة ألوية الصواريخ وقوات العمليات الخاصة وقوات الحماية الرئاسية وترتبط هيكلياً بالقائد الأعلى للقوات المسلحة.

## المكونات

### مجموعة الصواريخ
تتبع مجموعة الصواريخ القائد الأعلى للقوات المسلحة، وقائد مجموعة الصواريخ العميد الركن محمد ناصر العاطفي. وتتكون من:
| م | اللواء                 | مكان التمركز | المحافظة      |
| - | ---------------------- | ------------ | ------------- |
| 1 | قيادة مجموعة الصواريخ  | عطان         | العاصمة صنعاء |
| 2 | اللواء 5 صواريخ        | عطان         | العاصمة صنعاء |
| 3 | اللواء 6 صواريخ        | عطان         | العاصمة صنعاء |
| 4 | اللواء 8 مدفعية صواريخ | معسكر صبره   | العاصمة صنعاء |

### الحماية الرئاسية
قضى القرار الجمهوري في 6 أغسطس 2012 م بإنشاء تشكيل الحماية الرئاسية من الألوية العسكرية التالية:
| م | اللواء                                | مكان التمركز   | المحافظة      |
| - | ------------------------------------- | -------------- | ------------- |
| 1 | اللواء 1 حماية رئاسية (حرس خاص سابقاً) | معسكر النهدين  | العاصمة صنعاء |
| 2 | اللواء 2 حماية رئاسية                 | معسكر الزبيري  | العاصمة صنعاء |
| 3 | اللواء 3 مدرع                         | معسكر صبره     | العاصمة صنعاء |
| 4 | اللواء 314 مدرع                       | القيادة العامة | العاصمة صنعاء |

وتتبع الألوية المذكوة عملياتياً رئاسة الجمهورية وتتمتع باستقلالية إدارية ومالية، تفصل جميع عهد الألوية المذكورة من حساب الفرقة الأولى مدرع والحرس الجمهوري وتفتح لكل منها سجلات حساب مستقلة.

### العمليات الخاصة
| م | اللواء                 | مكان التمركز | المحافظة       |
| - | ---------------------- | ------------ | -------------- |
| 1 | قيادة العمليات الخاصة  | الصباحة      | العاصمة صنعاء  |
| 2 | لواء القوات الخاصة     | الصباحة      | العاصمة صنعاء  |
| 3 | وحدات مكافحة الإرهاب   | الصباحة      | العاصمة صنعاء  |
| 4 | اللواء الأول مشاة جبلي | ذمار         | محافظة ذمار    |
| 5 | اللواء 10 صاعقة        | باجل         | محافظة الحديدة |